# 楊成武
楊 成武（よう せいぶ、1914年10月27日 - 2004年2月14日）は、中華人民共和国の軍人。中国人民解放軍副総参謀長等の要職を歴任し、短期間、総参謀長職を代行した。党中央軍事委員会委員、副秘書長。中国人民政治協商会議副主席。楊得志、楊勇と共に人民解放軍の三楊と称された。最終階級は上将。

## 経歴
1928年、中国共産主義青年団に入団。1929年、閩西農民暴動に参加すると共に、中国工農紅軍に入隊し、閩西紅軍第三路指揮部秘書、宣伝隊中隊長に任命された。1930年、中国共産党に入党。紅1軍団第4軍第3縦隊幹事、第12師秘書、連政治委員、教導大隊政治委員、紅11師第32団政治委員、紅2師第4団政治委員、紅1師師長兼政治委員を歴任し、中央ソビエト区の対「囲剿」と長征に参加した。長征中、瀘定橋を奪取するなど、前衛の任務を遂行した。
日中戦争勃発後、八路軍第115師独立団団長、独立第1師師長兼政治委員、晋察冀軍区一分区司令員兼政治委員を歴任し、平型関の戦闘と百団大戦に参加した。特に黄土嶺の戦闘では、日本軍の蒙疆駐屯軍司令官阿部規秀中将を戦死させた。その後、中共晋察冀辺区第一地委書記、冀中軍区司令員を務める。
対日戦勝後、晋察冀軍区第1野戦軍冀中縦隊司令員、晋察冀軍区第3縦隊司令員兼政治委員、晋察冀野戦軍第二政治委員、中共晋察冀中央局委員を歴任し、清風店戦役、石家荘戦役、平漢北段戦役等を指揮した。1948年以降、華北野戦軍第3兵団司令員、第20兵団司令員となり、綏遠戦役を指揮し、平津戦役に参加した。中国人民政治協商会議第1回全体会議に出席。
中華人民共和国建国後、天津警備区司令員、京津衛戍区副司令員、司令員を歴任。北京市委員会常務委員、天津市委員会常務委員、中共中央華北局委員。中国人民志願軍第20兵団司令員として朝鮮戦争に参加し、東部戦線の夏季・秋季防御戦役に参加した。
1952年以降、華北軍区参謀長兼華北軍区党委員会書記、副司令員兼京津衛戍区司令員を歴任。1954年9月頃、北京軍区司令員に任命された。1955年、上将の階級を授与される。
人民解放軍防空軍司令員、人民解放軍副総参謀長、第一副総参謀長兼軍事委員会弁公庁主任を務め、1958年の金門砲撃、1959年のチベット侵攻作戦、1960年から1961年の中国・ビルマ国境警備作戦、1962年の中印国境紛争、1960年代のベトナム支援を指揮した。
文化大革命で羅瑞卿が失脚すると、葉剣英の推薦により1966年8月2日、総参謀長代理に任ぜられた。1967年2月には中国共産党中央軍事委員会副主席に選出。しかし、林彪や中央文革小組とある程度距離を置き、林彪の不満を招いた。1968年3月23日、余立金・空軍政治委員、傅崇碧・北京軍区副司令員と共に失脚させられ、これは「楊余傅事件」と呼ばれた。
文革終結後に復活し、党中央軍事委員会常務委員、副秘書長、副総参謀長を歴任し、1977年11月から1983年11月まで福州軍区司令員を務める。
1983年6月～1988年3月、政協全国委員会副主席、文研究委員会主任。中共第8期中央委員候補、第11、12期中央委員。第1、2、3期中華人民共和国国防委員会委員。
2004年2月14日、死去。

## 受勲
1955年、一級八一勲章、一級独立自由勲章、一級解放勲章を受章。1988年、一級紅星勲章を受章。
朝鮮民主主義人民共和国からは、一級自由独立勲章と一級戦闘英雄功勲栄誉賞が贈られた。

## 著書
- 「楊成武回顧録」
- 「楊成武軍事文選」